# Nano Rivas
Victoriano Rivas Álvaro, más conocido como Nano (Ciudad Real, España, 7 de julio de 1980), es un exfutbolista y entrenador español. Jugó de defensa.

## Trayectoria

### Como jugador
Sus comienzos fueron en la cantera de la U. D. Nuestra Señora de Alarcos de su Ciudad Real natal. Siendo juvenil se incorporó a las categorías inferiores del Atlético de Madrid. En el club colchonero pasó por el Amorós, por entonces el tercer equipo, y por el Atlético "B", hasta que en verano de 2002 se marchó cedido al Getafe C. F. que militaba en Segunda División. Pronto se asentó en el equipo azulón y al verano siguiente fichó definitivamente por el club. La temporada 2003/04 el Getafe consigue el ascenso a Primera División por primera vez en su historia, con Nano como fijo en el eje de la zaga.
En la temporada de su debut en la máxima categoría fue una pieza clave del equipo, que logró la permanencia. Su actuación le valió para fichar en verano de 2005 por el Real Betis Balompié, reciente campeón de la Copa del Rey y que se había clasificado para la Liga de Campeones al quedar en cuarta posición. En su primera temporada como verdiblanco debutó en competición europea, jugó tres partidos de Champions y uno de la Copa de la UEFA, así como la vuelta de la Supercopa de España ante el F. C. Barcelona. No obstante no consiguió asentarse en el equipo y, tras tres temporadas sin regularidad, fue cedido al Real Valladolid C. F. para la temporada 2008/09. En Valladolid tampoco gozó de confianza, disputando tan solo 12 partidos de liga y 4 de copa. Esa temporada, el Betis descendió a Segunda División.
La temporada de su regreso a Sevilla, con el equipo bético en Segunda, la acabó prácticamente inédito, disputando un solo partido oficial. Tras esto, en verano de 2010, el jugador llega a un acuerdo con el Betis y se marcha con la carta de libertad para fichar por el Levante U. D. de Primera División. En su primera temporada con el equipo granota jugó casi todos los partidos, formando con Sergio Ballesteros el eje de la zaga que fue clave para que el equipo lograra la permanencia. En la temporada 2011/12 continuó siendo titular indiscutible en la defensa levantinista. En la primera vuelta el Levante firmó la mejor actuación de su historia, llegando a liderar la clasificación de Primera en las jornadas 9 y 10. El 26 de enero de 2012 el club hace oficial su fichaje por el Guizhou Renhe de la Liga china, dejando al equipo en puestos de Liga de Campeones tras 16 jornadas sin abandonarlos.

### Como entrenador
Tras retirarse del fútbol en 2015, fue segundo entrenador de Vicente Moreno en el Gimnàstic de Tarragona. 
En la temporada 2016-17, se convierte en entrenador del Getafe Club de Fútbol "B", sustituyendo a Rubén de la Red y tras el descenso del filial azulón a la Tercera División. Obtuvo el 6º puesto en el grupo 7, quedándose a dos puntos de la zona de ascenso.
Posteriormente, a finales de la temporada 2016-17, dirigió al Gimnàstic de Tarragona en los 3 últimos partidos del campeonato, consiguiendo la victoria en todos ellos y evitando el descenso a Segunda División B. Sin embargo, no continuó en el club por motivos personales.
El 29 de enero de 2018, volvió al Gimnàstic de Tarragona, firmando un contrato hasta junio de 2019. Sin embargo, fue despedido el 13 de mayo, tras perder contra el colista. Dirigió al equipo catalán en 15 jornadas, con un balance de cuatro victorias, tres empates y ocho derrotas.
En noviembre de 2018, se incorporó al KSV Roeselare, al que dirige durante 6 partidos, antes de emprender una aventura a China.
El 9 de enero de 2019, firma como segundo entrenador de Quique Sánchez Flores en el Shanghái Greenland Shenhua de la Superliga China. 
En la temporada 2022-23, se convierte en segundo entrenador del Getafe CF de la Primera División de España, formando parte del cuerpo técnico de Quique Sánchez Flores.
El 29 de abril de 2024, firma por el San Fernando C. D. de la Primera Federación.

## Clubes

### Como jugador
| Equipo                   | País   | Categoría        | Temporada | Liga | Liga | Copa | Copa |
| ------------------------ | ------ | ---------------- | --------- | ---- | ---- | ---- | ---- |
| Equipo                   | País   | Categoría        | Temporada | PJ   | G    | PJ   | G    |
| Amorós                   | España | Tercera División | 1998/99   |      |      | —    | —    |
| Amorós                   | España | Tercera División | 1999/00   |      |      | —    | —    |
| Atlético de Madrid "B"   | España | Segunda División | 1999/00   | 1    | 0    | —    | —    |
| Atlético de Madrid "B"   | España | Segunda B        | 2000/01   | 24   | 1    | —    | —    |
| Atlético de Madrid "B"   | España | Segunda B        | 2001/02   | 28   | 0    | —    | —    |
| Getafe C. F.             | España | Segunda División | 2002/03   | 26   | 2    | 0    | 0    |
| Getafe C. F.             | España | Segunda División | 2003/04   | 34   | 1    | 1    | 0    |
| Getafe C. F.             | España | Primera División | 2004/05   | 37   | 4    | 4    | 1    |
| Real Betis Balompié      | España | Primera División | 2005/06   | 14   | 0    | 0    | 0    |
| Real Betis Balompié      | España | Primera División | 2006/07   | 21   | 0    | 3    | 0    |
| Real Betis Balompié      | España | Primera División | 2007/08   | 6    | 2    | 0    | 0    |
| Real Valladolid (cedido) | España | Primera División | 2008/09   | 12   | 0    | 4    | 0    |
| Real Betis Balompié      | España | Segunda División | 2009/10   | 1    | 0    | 0    | 0    |
| Levante U. D.            | España | Primera División | 2010/11   | 32   | 2    | 1    | 0    |
| Levante U. D.            | España | Primera División | 2011/12   | 17   | 2    | 2    | 0    |
| Guizhou Renhe            | China  | Super Liga       | 2012      | 16   | 0    | 0    | 0    |

### Como entrenador
| Club                                   | País    | Año       |
| -------------------------------------- | ------- | --------- |
| Gimnàstic de Tarragona (2º entrenador) | España  | 2015-2016 |
| Getafe Club de Fútbol "B"              | España  | 2016-2017 |
| Gimnàstic de Tarragona                 | España  | 2017      |
| Gimnàstic de Tarragona                 | España  | 2018      |
| KSV Roeselare                          | Bélgica | 2018-2019 |
| Shanghái Shenhua (2º entrenador)       | China   | 2019      |
| Getafe CF (2º entrenador)              | España  | 2022-2023 |
| San Fernando Club Deportivo            | España  | 2024      |